# Dorylus ocellatus
Dorylus ocellatus är en myrart som först beskrevs av Hermann Stitz 1910.  Dorylus ocellatus ingår i släktet Dorylus och familjen myror. Inga underarter finns listade i Catalogue of Life.